# مونيا رمادي التاج
مونيا رمادي التاج (الاسم العلمي: Lonchura nevermanni) (بالإنجليزية: Grey-crowned Munia)‏ هي نوع من الطيور تتبع جنس المونيا من فصيلة شمعية المنقار.